# Hello!
Hello! — международный еженедельный журнал, специализирующийся на новостях о знаменитостях и историях, представляющих интерес для людей, издается в Великобритании с 1988 года. Это местное издание испанского еженедельника ¡Hola!.

## История
Журнал Hello! впервые был запущен в 1988 году издателем Эдуардо Санчесом Хунко — владельцем и председателем испанского ¡Hola! в Великобритании. ¡Hola! был создан в 1944 году супругами Антонио Санчесом Гомесом и Мерседесом Хунко Кальдероном. Испанский журнал имеет множество локальных версий для разных стран мира: Канады, Таиланда, Аргентины, Бразилии, Чили, Греции, Индонезии, Мексики, Перу, Филиппин, Соединённых Штатов Америки и Венесуэлы.

## Веб-сайт
hellomagazine.com является официальным сайтом еженедельного новостного журнала знаменитостей Hello! и ведущим новостным сайтом знаменитостей Великобритании. Начатый в 2001 году в дополнение к журналу, сайт обновляется в течение дня, семь дней в неделю.
Сайт предоставляет читателям, около половины из которых женщины в возрасте до 34 лет, фотографии, новостные сюжеты и видеоконтент, разделённый на несколько категорий: актёры и актрисы, музыканты, мода и модели, члены королевской семьи, государственные деятели, знаменитости, здоровье и красота и путешествия.